# Myrmoteras williamsi
Myrmoteras williamsi är en myrart som beskrevs av Wheeler 1919. Myrmoteras williamsi ingår i släktet Myrmoteras och familjen myror. Inga underarter finns listade i Catalogue of Life.